# Дзасохов, Георгий Георгиевич
Георгий Георгиевич Дзасохов (осет. Дзасохты Георгийы фырт Георгий, род. 2 ноября 1971, Карели, Грузинская ССР) — грузинский и российский политический и общественный деятель, член Общественной палаты Российской Федерации (избран от Общероссийских общественных организаций), Председатель Политического совета Российской экологической партии «Зеленые», член Международного Координационного Совета динамовских организаций, Председатель Правления «Национального Фонда содействия устойчивому развитию регионов».

## Биография
С 1996 по 1997 год прошёл университетский курс в Стамбульском Университете.
В 2010 году окончил Дипломатическую Академию при Министерстве Иностранных Дел Российской Федерации.
В 2013 году окончил Российскую Академию народного хозяйства и государственной службы при Президенте Российской Федерации.
В 2000 году избран Спортивным сообществом Грузии на должность Президента национальной федерации борьбы. Позже, в 2001 году стал членом исполнительного комитета Национального Олимпийского комитета Грузии. А в 2004 г. коллегией МВД Грузии был избран Председателем Центрального совета Физкультурно-спортивного общества «Динамо».
В 2005 году на очередном заседании Конгресса FILA (Международная федерация объединённых стилей борьбы, ныне UWW), который проходил в Будапеште в 2005 году, был избран Президентом Сенаторского клуба FILA, по окончании первого срока, был переизбан на второй срок на заседании Конгресса FILA в Пекине в 2008 году.
Во время войны в Грузии в 2008 году восстал против режима Михаила Саакашвили и в знак протеста уехал из Грузии.
В России начал активную благотворительную и общественную деятельность. Вместе со своими единомышленниками создал Международную общественную организацию «Ассамблея Народов Грузии», а в 2010 году был избран членом Общественной палаты Российской Федерации.
В том же 2010 году избран в состав правления Независимой организации «В поддержку гражданского общества» и Президиум Национального Гражданского Комитета по взаимодействию с правоохранительными, законодательными и судебными органами.
На проходящем в 2010 году в Москве Чемпионате мира по всем видам борьбы удостоен награды «Золотой орден FILA».
В 2010 г. Постановлением Президиума Центрального Совета Общероссийского общественного движения избран членом Президиума Российского экологического движения «Зелёные» (ныне Российская экологическая партия «Зелёные») и утверждён заместителем Председателя этой общественной организации.
В 2015 г. Единогласным решением Центрального Совета Партии «Зелёные» избран Председателем Политического Совета.
Женат, имеет пятерых детей.

### Работа в Общественной палате Российской Федерации
Заместитель председателя Комиссии по охране здоровья, экологии, развитию физической культуры и спорта
член Межкомиссионной рабочей группы:
· Межкомиссионная рабочая группа по вопросам модернизации промышленности;
· Межкомиссионная рабочая группа по проблемам детства и молодёжной политике.
член Рабочей группы по развитию общественного диалога и институтов гражданского общества на Кавказе
член Комиссии с правом совещательного голоса:
- Комиссия Общественной палаты Российской Федерации по межнациональным отношениям и свободе совести[8];
- Комиссия Общественной палаты Российской Федерации по общественному контролю за деятельностью и реформированием правоохранительных органов и судебно-правовой системы[9];
- Комиссия Общественной палаты Российской Федерации по региональному развитию и местному самоуправлению[10];
- Комиссия Общественной палаты Российской Федерации по экономическому развитию и поддержке предпринимательства[11].

### Работа в Российской экологической партии «Зелёные»
- Участие в продвижении партии на выборах в Кабардино-Балкарском регионе и достижение прохождения экологической партии «Зеленые» в парламент Кабардино-Балкарии.
- Работа на съезде и международном форуме партии и на тему «Участие России в реализации нового соглашения ООН по изменению климата (Париж 2015)»[12], где особое значение придал внешнеполитической деятельности Партии, что может способствовать восстановлению отношений с Европейскими государствами через вопросы экологии. Принятие Резолюции, в которой участники конференции обратились к Федеральному собранию РФ с предложением ратифицировать Парижское соглашение.

## Награды
- Орден Чести[источник не указан 719 дней]
- Орден Царя Вахтанга Горгасала II и III степени[источник не указан 719 дней]
- два Золотых ордена Fila[13]
- Алмазный орден «Общественное признание» — «за большой личный вклад в становление и развитие зрелого гражданского общества и сильного правового демократического государства в России, плодотворную общественно-просветительскую деятельность по противостоянию терроризму и межнациональному экстремизму и ксенофобии, активную высоконравственную гражданскую позицию».
- Золотая медаль «Дружба народов — единство России» — «за большой вклад в сохранение самобытности и единства Российской Федерации»[источник не указан 719 дней].
- Почётное звание «Рыцарь спорта»[источник не указан 719 дней].
- Благодарность Общественной палаты Российской Федерации[источник не указан 719 дней].